# Оймадмас
Оймадмас (устар. Ой-Мадмас) — река в России, течёт по территории Удорского района Республики Коми. Левый приток реки Мадмас.
Длина реки составляет 11 км.
Впадает в Мадмас на высоте 114 м над уровнем моря.

## Данные водного реестра
По данным государственного водного реестра России, относится к Двинско-Печорскому бассейновому округу, водохозяйственный участок реки — Мезень от истока до водомерного поста у деревни Малонисогорская. Речной бассейн реки — Мезень.
Код объекта в государственном водном реестре — 03030000112103000044121.